# マツダ・ミレーニア
ミレーニア（Millenia）は、かつてマツダが生産・販売していたセダン型の乗用車である。
元々はマツダが展開していた販売店ブランドユーノスのフラッグシップ車として開発された車種で、当初はユーノス800と名乗っていた。

## 概要

### ユーノス800
1993年10月、マツダの5チャンネル化によって誕生したユーノスのフラグシップモデルとして「ユーノス・800」が登場した。キーワードは「十年基準」。
V型6気筒エンジン搭載の前輪駆動中型セダンで、量産車初のミラーサイクルエンジン（KJ-ZEM）をはじめ、リショルム・コンプレッサ式スーパーチャージャー、4WS、両席エアバッグ、ABS、TCS、アルミボンネット、ハイレフコート塗装、ソーラー・ベンチレーション・システムなどの専用豪華装備が搭載された。プラットフォームは本車のために新規に作られたマツダ・TAプラットフォームが用いられている。
ユーノスブランドからの発売だったが、ユーノス店と同時にマツダ店でも併売されていた。
1995年8月、特別限定車「25Fミレーニア」を設定。
1996年6月、マイナーチェンジ。正式名称が「マツダ・ユーノス800」となり、リアエンブレムも「EUNOS800」と「MAZDA」が併記されるようになった。両席エアバッグが標準装備となり、同時にアルミボンネットがスチール製へ変更された。グレードの整理も行われ、ミラーサイクルエンジン搭載車が「MC」の1グレードになった。また、2.5L廉価グレードが「ミレーニア」と名付けられ、翌年に行われる名称変更の前支度となった。
欧州では「Xedos 9」（クセドス9）として販売された。当初はマツダの北米向け高級ブランド「アマティ」にも導入される予定であったが、アマティの設立計画自体が白紙になってしまったため、このブランドから発売されることはなかった。なお、マツダでのクラスは「9」であるが、センティア（929）やMS-9のような後輪駆動車ではなく、前輪駆動車である。

### ミレーニア
1997年7月、マツダ5チャンネル化の廃止に伴うユーノス店の廃止により、マツダ・ミレーニアに改名した。
1998年7月、マイナーチェンジ。外観では前後のウインカーレンズの色がホワイト系となり、アルミホイールのデザインも変更された。エンジンでは従来の2.5L（KL-ZE型）、2.3Lミラーサイクル（KJ-ZEM型）に加え、新たに2.0L（KF-ZE型）が追加された。
1999年10月、特別仕様車「ミレニアムエディション（MILLENNIUM EDITION）」を設定。
2000年7月、ビッグマイナーチェンジを受けフロントフェイスが変更された。この変更では当時のマツダが導入した統一デザイン「コントラストインハーモニー」に合わせBピラーに発泡ウレタンを充填するなど大掛かりなものであった。一方で、当初の売りであったミラーサイクルエンジンは廃止された。
2001年7月、特別仕様車「20Mプレミアム・エディション」を設定。
2002年10月、排出ガス規制の関係で2.0Lモデルが廃止され、2.5Lモデル2グレードの展開となる。
2003年8月、当初のコンセプト「十年基準」をまっとうする形で生産終了。
同年10月までに在庫分の未登録車の登録を完了し、販売を終了した。
ミレーニアの後継車種の開発は、高級車の需要低迷や採算面から行われなかった。そのため、本車を最後にマツダはラージクラスのセダンをラインナップしておらず、2024年現在、マツダにおける最上級車は北米市場ではCX-90、日本国内ではCX-80が担っている。（セダンについては、両市場とも中型のアテンザ→MAZDA6の販売も終了しており、小型のアクセラ→MAZDA3が最上位である。）